# Дилижанс (театр)
Театр юного зрителя «Дилижанс» в Тольятти находится на проспекте Степана Разина в Автозаводском районе города.

## История
Театр «Дилижанс» образован 25 декабря 1992 года.

### 1992—1994
В 1992 году после создания в г. Тольятти Театра Юного Зрителя «Эксперимент» под руководством Ю. А. Тя-Сена и переезда данного коллектива на другую сцену, на месте его прошлого нахождения (ул. Голосова 20) режиссёром Татьяной Вдовиченко и театральным педагогом Ириной Мироновой был создан Театр «Дилижанс». Первые два года существования театр представлял собой самодеятельный коллектив, основой труппы которого были студенты и старшеклассники. В этот период «Дилижансом» выпускались такие спектакли, как «Сказки дядюшки Тик-Так» (Д. Биссет), «Кот в сапогах» (Д. Самойлов) и «Без Чехова», «Последняя попытка» (М. Задорнов), «Кошка, гулявшая сама по себе» (Р. Киплинг).

### 1994—1996
В мае 1994 г. Санкт-Петербургский Театр Поколений, осуществляющий гастроли в Тольятти, и его создатель и руководитель, народный артист СССР, профессор, режиссёр и театральный педагог Зиновий Яковлевич Корогодский познакомились со спектаклями «Дилижанса», после чего последовало предложение провести полноценное обучение актёрской команды театра в Санкт-Петербурге. Две группы тольяттинских студентов Корогодского начали обучение в СПбГУП в 1994 и в 1995 гг.
В 1995 году молодёжь театра начинает работу в театре кукол «Пилигрим», но после серии внутренних конфликтов, оказывается выброшенной на улицу, не имея возможности вернуться в своё старое помещение. В 1996 году театр «Дилижанс» после нескольких месяцев базирования на территории Детского Дома Культуры, переезжает в здание Дома Театра и ближайшие годы существует как одно из его подразделений.

### 1997—2000
С 1997 года театр «Дилижанс» в дополнение к детскому репертуару выпускает ряд спектаклей в постановке Т. Вдовиченко: «Жестокие Игры» (А. Арбузов), «А поутру они проснулись» (В. Шукшин), «Восточная сказка» (М. Федосеев). Большая дипломная работа выпускников старшего курса З. Я. Корогодского «Маленькие трагедии» (А. С. Пушкина) выигрывает грант Института «Открытое общество».

### 2001—2007
В 2000 году Театр «Дилижанс» зарегистрирован как некоммерческое учреждение культуры. Директором театра официально становится Ирина Миронова. Осенью 2001 года Дом Театра ликвидируется, и театральное здание переходит в управление театра «Дилижанс». В период с 2001 г. по 2005 г. профессиональная творческая команда театра при отсутствии внешнего финансирования выпускает множество театральных проектов под руководством Т. Вдовиченко: «Ехай» (Н. Садур), «Затворник и Шестипалый» (В. Пелевин), мюзикл «Алые паруса», «Левиафан» (Б. Акунин). Репертуар пополняется детскими спектаклями: «Приключения Геркулеса» и «Невероятная история или как Иванушка-Дурачок спасал Гарри Поттера» (В. Жарков, Санкт-Петербург), «Новые приключения Аладдина» (В. Мартынов), «Красная шапочка» (Е. Шварц). С 2005 г. председатель попечительского совета театра, президент ТАУ И. В. Богданов финансирует театр «Дилижанс» за счёт Тольяттинской Академии Управления вплоть до 2007 г. В конце 2007 г. основатель театра Татьяна Вдовиченко и часть ведущих актёров труппы покидают город Тольятти. Театр находится на грани закрытия. Художественное руководство передается актёру и режиссёру «Дилижанса» Виктору Мартынову.

### 2008—2011
В 2008 году В. Мартыновым набран актёрский курс в ВУиТ на кафедре актёрского искусства под руководством Натальи Дроздовой. Творческая ставка была сделана на молодой студенческий состав актёров: новая версия спектакля «Маленькие трагедии» (А. С. Пушкин, 2009), «Гримёрная» (К. Симидзу, 2009), «Мымренок» (В. Афонин, 2008), «Возвращение Питера Пена» (В. Мартынов, 2010).
В 2009 г. театр «Дилижанс» приобретает юридическую форму Муниципального Автономного Учреждения Искусства и становится подведомственным учреждением Комитета по делам молодёжи мэрии Тольятти. С 2010 г. ежегодно проводится фестиваль актёрских и режиссёрских инициатив «Премьера одной репетиции». Спектакли-победители фестиваля пополняют репертуар театра,. В 2010 г. по новым нормам пожарной безопасности здание театра признано непригодным для проведения массовых мероприятий. В театральном сезоне 2011-12 гг. театр «Дилижанс» приобретает право показа спектаклей на территории филиала драматического театра «Колесо».
Летом 2011 г. ближайший соратник З. Я. Корогодского актёр и режиссёр Валерий Зиновьев восстановил последний спектакль Мастера «Песни западных славян» А. С. Пушкина с актёрами театра «Дилижанс».

### 2012 — настоящее время
В 2012 г. театр «Дилижанс» приобретает официальный статус Театра юного зрителя и становится четвёртым профессиональным театром города Тольятти. Осенью 2012 года здание филиала Драматического театра «Колесо» на проспекте Степана Разина переходит в управление театра «Дилижанс».
В 2013 году театр вливается в профессиональное сообщество, становится обладателем премии Самарского отделения СТД «Самарская театральная муза» в номинациях «За яркий дебют» и «Лучшая молодая актриса» (О. Брыжатая). Осенью театр принимает участие в фестивале «Волга театральная» в Самаре и становится победителем в номинации «За лучший художественный ансамбль».
19 и 20 июня 2013 г. театр «Дилижанс» проводит театральный марафон, в котором актёры непрерывно играют все 16 спектаклей репертуара, и который длится более 36 часов. Данный рекорд признан и зафиксирован в Книге рекордов России.
В 2014 г. тремя премиями «Самарская театральная муза» был отмечен спектакль «Превращение» по новелле Ф. Кафки в номинациях «Лучшая роль молодого актёра драматического театра» (Пётр Зубарев), «Лучший режиссёрский дебют» (Екатерина Зубарева), «Постановочная группа» (спектакль «Превращение»). Событием стала премьера нового спектакля Виктора Мартынова «Слуга двух господ, или Труффальдино в „Венеции“» (К. Гольдони).

## Деятельность

### Фестиваль «Премьера одной репетиции»
С 2010 г. театр «Дилижанс» проводит фестиваль «Премьера одной репетиции». По условиям фестиваля, заявленные актёрами театра спектакли должны быть созданы без материальных вложений и в качестве сценической заявки представлены фестивальной публике. Зрители путём голосования выбирают лучшую работу. Спектакль-победитель получает возможность войти в репертуар театра «Дилижанс».
Победители:
- 2010 г. — А. Чехов «Предложение» (режиссёр Ирина Храмкова)
- 2011 г. — Н. Коляда «Венский стул» (режиссёр Екатерина Тагирова)
- 2012 г. — Е. Гришковец «Зима» (режиссёр Дмитрий Марфин)[24]
- 2013 г. — Ф. Кафка «Превращение» (режиссёр Екатерина Зубарева (Тагирова))[25][26][27][28]
- 2014 г. — В. Тендряков «Ночь после выпуска» (режиссёр Леонид Дмитриев)[29][30].
- 2015 г. — Ч. Айтматов «Плаха» (режиссёр Екатерина Зубарева)[31]
- 2016 г. — Дж. Блум «Питер обыкновенный или младших братьев не выбирают» (режиссёр Екатерина Зубарева)
- 2017 г. —  С. Кинг «Долорес Клейборн» (режиссёр Анна Митрофанова)
- 2018 г. — А. Букреева «Ганди молчал по субботам» (режиссёр Екатерина Зубарева)
- 2019 г. — М. Хейфец «Спасти камер-юнкера Пушкина» (режиссёр Александр Серенко)
- 2020 г. — Ф. Достоевский «Карамазовы» (режиссёр Евгения Колесниченко)
- 2021 г. — А. Савельева «Такие правила» (режиссёр Алёна Савельева)
- 2022 г. — А. Богачёва «Не ёжик» (режиссёр Анна Башенкова)
- 2023 г. — «Три фарса из одного циркового фургончика» (режиссёр Мария Критская)
- 2024 г. — А. Гейжан «Эльфы, орки и другие жители Вологды» (режиссёр Алёна Савельева)

### Просвещение
Со дня основания при театре «Дилижанс» работают театральные студии для детей и подростков. В 1992—1995 гг. это была отдельная структура, которая носила название Театральный центр «Белая ворона» — руководитель Ирина Миронова.
С 1997 г. — студии делятся на детскую и молодёжную и управляются актёрами театра. Многие студийцы, завершив обучение, поступают в театральные ВУЗы и возвращаются в театр «Дилижанс» как профессиональные актёры.
В 2013 г. совместно с фондом «Духовное наследие» имени С. Ф. Жилкина осуществлена постановка детского мюзикла «Волшебник Изумрудного города». В проекте приняло участие более 60 детей и подростков.
С 2013 г. совместно с Фондом Михаила Прохорова театр «Дилижанс» осуществляет профессиональный образовательный проект «Второе дыхание» по приглашению столичных преподавателей специальных дисциплин для актёров города Тольятти.

## Репертуар театра

### Спектакли для молодёжи
- «Венский стул» Н. Коляда (2012 реж. В. Мартынов, Е. Зубарева)
- «Зима» Е. Гришковец (2012 реж. Д. Марфин)
- «Превращение» Ф. Кафка (2014 реж. Е. Зубарева)[17]
- «Слуга двух господ или Труффальдино в „Венеции“» К. Гольдони (2014, В. Мартынов)[23]
- «Герой нашего времени» М. Лермонтов (2014, В. Мартынов)[35]
- «Ночь после выпуска» В. Тендряков (2015, Л. Дмитриев)
- «Первая. Наша.» Б. Окуджава (2015, В. Мартынов)
- «Плаха» Ч. Айтматов (стихотворная переработка П. Зубарев) (2015, Е. Зубарева)
- «Злой спектакль» Клим (2015, П. Зубарев)
- «Король забавляется (Rigoletto)» В. Гюго, Дж. Верди (2016, В.Мартынов)

### Спектакли для детей
- «Приключения Геркулеса» В. Жарков (2001 реж. В. Жарков)
- «Новые приключения Аладдина» В. Мартынов (2006 реж. В. Мартынов)
- «Волк и козлята» О. Емельянова (2010 реж. В. Мартынов)
- «Возвращение Питера Пена» В. Мартынов (2010 реж. В. Мартынов)
- «Таинственный Гиппопотам» В. Лившиц (2011 реж. В. Домбровский)
- «Я-Коза» О. Мясников (2012 реж. В. Мартынов)
- «Щелкунчик» Э. Гофман (2012 реж. В. Мартынов)
- «Путешествие в Изумрудный город» В. Мартынов (2013 реж. В. Мартынов)
- «Золотой цыпленок» В.Орлов (2014 реж. А. Солодянкин)
- «Мэри Поппинс» П. Трэверс (инсценировка М. Суслов) (2014 реж. В. Мартынов)
- «За тридевять земель» В. Мартынов (2015 реж. В. Мартынов)
- «Людвиг XIV и Тутта Карлссон» Я. Экхольм (2016 реж. И. Храмкова)
- «По Ёжкиным дорожкам» (2016 сценарий и режиссура Е. Федощук, Е. Миронова)
- «Дюймовочка» К. Федосеев (2016 реж. И. Храмкова)

## Труппа
- Оксана Брыжатая
- Марина Ванюкова
- Ася Гафарова
- Екатерина Зубарева
- Петр Зубарев
- Дмитрий Кошелев
- Алёна Левичева
- Артем Машин
- Екатерина Миронова
- Анна Митрофанова
- Андрей Пономарёв
- Михаил Суслов
- Рустам Фазулов
- Константин Федосеев
- Екатерина Федощук
- Илиана Хитяева
- Ирина Храмкова
- Ирина Шугаева